# Dušan Kalaba
Pour les articles homonymes, voir Kalaba.
Dušan Kalaba, né le 25 mai 1996 à Belgrade, est un coureur cycliste serbe.

## Palmarès et résultats

### Par année
- 2013
  - 2e du championnat de Serbie sur route juniors
  - 3e du championnat de Serbie du contre-la-montre juniors
- 2014
  - 3e du championnat de Serbie sur route juniors
  - 3e du championnat de Serbie du contre-la-montre juniors
- 2015
  - Hercegovina Classic
  - 3e du championnat de Serbie de cyclo-cross espoirs
- 2016
  - Delta Bike Tour
  - 2e du championnat de Serbie du contre-la-montre
- 2017
  -  Champion de Serbie sur route
  - 2e du Tour de Xingtai
- 2018
  - 3e du championnat de Serbie sur route
  - 3e du championnat de Serbie du critérium
- 2019
  - 3e du championnat de Serbie du critérium
- 2022
  - Waco City Criterium
  - Cycle66 Criterium
  - 2e du Péter Sajó Memorial
- 2023
  - Hotter'N Hell Hundred :
    - Classement général
    - 2e étape

  - 2e de la Crystal Cup
  - 2e du Tulsa Tough
  - 3e de l'American Criterium Cup
- 2024
  - 2e de la Crystal Cup
- 2025
  - 1re étape de La Primavera at Lago Vista
  - 3e du Texas State Criterium Championship

### Classements mondiaux
| Année                                 | 2015  | 2016  | 2017 | 2018  | 2019  | 2020  | 2021  | 2022  | 2023  |
| ------------------------------------- | ----- | ----- | ---- | ----- | ----- | ----- | ----- | ----- | ----- |
| Classement mondial                    |       | 1190e | 817e | 1841e | 2046e | 1475e | 2068e | 2141e | 1293e |
| UCI Europe Tour                       | 1173e | 813e  | 732e | 1214e | 1335e | 1107e | 1403e | 1346e | nc    |
| UCI Asia Tour                         | nc    | nc    | 196e | nc    |       |       |       |       |       |
|                                       |       |       |      |       |       |       |       |       |       |
| Légende : nc = non classéSource : UCI |       |       |      |       |       |       |       |       |       |